# Folke Bernadotte
Folke Bernadotte af Wisborg, född 2 januari 1895 i Stockholm (folkbokförd i Skeppsholms församling), död 17 september 1948 i Jerusalem (mördad av den sionistiska paramilitära gruppen Sternligan), var en svensk arméofficer, rödakorsledare och diplomat, som bar den luxemburgska adelstiteln greve af Wisborg. Han var son till prins Oscar Bernadotte och dennes hustru Ebba Munck af Fulkila och därmed kusin till Gustaf VI Adolf.

## Uppväxt

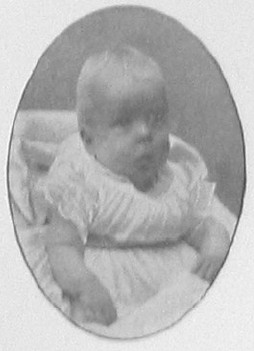
Folke Bernadotte af Wisborg som barn.

Folke Bernadotte har beskrivit barndomen som lycklig och harmonisk, men sin uppfostran som sträng. Fadern hade genom sitt giftermål förverkat sina efterkommandes rätt till kungatronen, och hemmiljön hade mer drag av övre medelklass än överdådig aristokrati.
Han gick i Nya Elementarskolan i Stockholm och avlade 1913 studentexamen tillsammans med bland andra Erik C:son Boheman, Herbert Beckman och Curt Björklund. I skolan presterade han medelmåttigt och han påstås ha haft dyslexi, en åkomma som var vanlig inom släkten. Därefter följde kavalleriofficersutbildning med officersexamen 1915. År 1918 blev han löjtnant vid Livregementets dragoner, 1930 ryttmästare vid Livregementet till häst och övergick till reserven 1932. Under beredskapsåren blev han 1941 major.
Den militära karriären fick ett abrupt slut 1927 när Bernadotte fick diagnosen "bräckliga blodkärl", enligt vissa uppgifter ett blödande magsår – en åkomma som han led av under resten av livet. Under sjukhusvistelsen började han fundera mer på allvarliga frågor och beskrev hur han blev mer förstående inför mänskligt lidande.

## Familj
Folke Bernadotte gifte sig med Estelle Manville från Pleasantville i staten New York den 1 december 1928 i episkopalbykyrkan St. Johns i Pleasantville. De hade träffats första gången på Rivieran, där Bernadotte befann sig för att kurera sig. På bröllopet bar bruden en svensk brudkrona i platina och bergkristaller och drottning Sofias brudslöja i genombruten spets. Prins Gustaf Adolf var best man och prins Sigvard marskalk. Över 1 500 gäster var inbjudna till festligheterna på Manvilles gård Hi-Esmaro. Det var första gången som en medlem av en europeisk kunglig familj gifte sig på amerikansk mark.
Estelles familjs stora förmögenhet gjorde att Bernadotte kunde leva betydligt mer ståndsmässigt än han gjort i sitt barndomshem.
Greveparet Bernadotte bosatte sig i Dragongården på Djurgården i Stockholm och fick fyra söner: 
- Gustaf Edward (30 januari 1930 – 2 februari 1936)
- Folke (född 8 februari 1931), har fyra barn[12]
- Fredrik Oscar (10 januari 1934 – 20 augusti 1934)
- Bertil Oscar (född 6 oktober 1935), har tre barn[12]

Innan han gifte sig fick Folke Bernadotte en dotter tillsammans med revyskådespelaren Lillie Christina Ericson (6 juni 1892 – 22 februari 1981):
- Jeanne Birgitta Sofia Kristina Ericson (senare Matthiessen) (4 maj 1921 – 17 maj 1991)[13][14], fick fyra barn[15]

Folke Bernadotte var gudfar till Sveriges nuvarande kung Carl XVI Gustaf – som efter sin gudfar fick förnamnet Folke. 1973 gifte änkan om sig och ändrade då sitt namn till Estelle Ekstrand.

## Uppdrag före andra världskriget
Efter den militära karriären fortsatte Folke Bernadotte sitt värv inom hovet. År 1934 utsågs han till tillfällig chef för hovstaten för prins Gustaf Adolf, hertigen av Västerbotten, där han stannade till 1940. Det första större officiella uppdraget var som generalkommissarie i den svenska bestyrelsen vid Världsutställningen i New York 1939. I samband med utställningen blev Folke Bernadotte utsedd till juris hedersdoktor vid Upsala University i East Orange, New Jersey.
Folke Bernadotte var en framgångsrik tävlingsryttare, vilket sedermera naturligen ledde fram till att han blev ledamot i olika ridsportsorganisationers styrelser. I likhet med prins Gustaf Adolf var han engagerad i scoutrörelsen och efterträdde Ebbe Lieberath som chef för Sveriges scoutförbund i november 1937. Han var ordförande där tills han övertog prins Gustaf Adolfs ordförandeklubba för Svenska Scoutunionen 1947. År 1940 utgav han Pojkar och scouting och för sina insatser inom scoutrörelsen förlänades han 1941 Silvervargen. Han var också ordförande i Simfrämjandet, Stockholms stads frivilliga skarpskytteförening och Skytteförbundens överstyrelse.
År 1943 blev Folke Bernadotte vice ordförande för Svenska Röda Korset. Ordföranden, prins Carl, Folke Bernadottes farbror, var då 82 år, så i praktiken fick han då överta ansvaret; år 1946 utsågs han formellt till ordförande.

## De vita bussarna

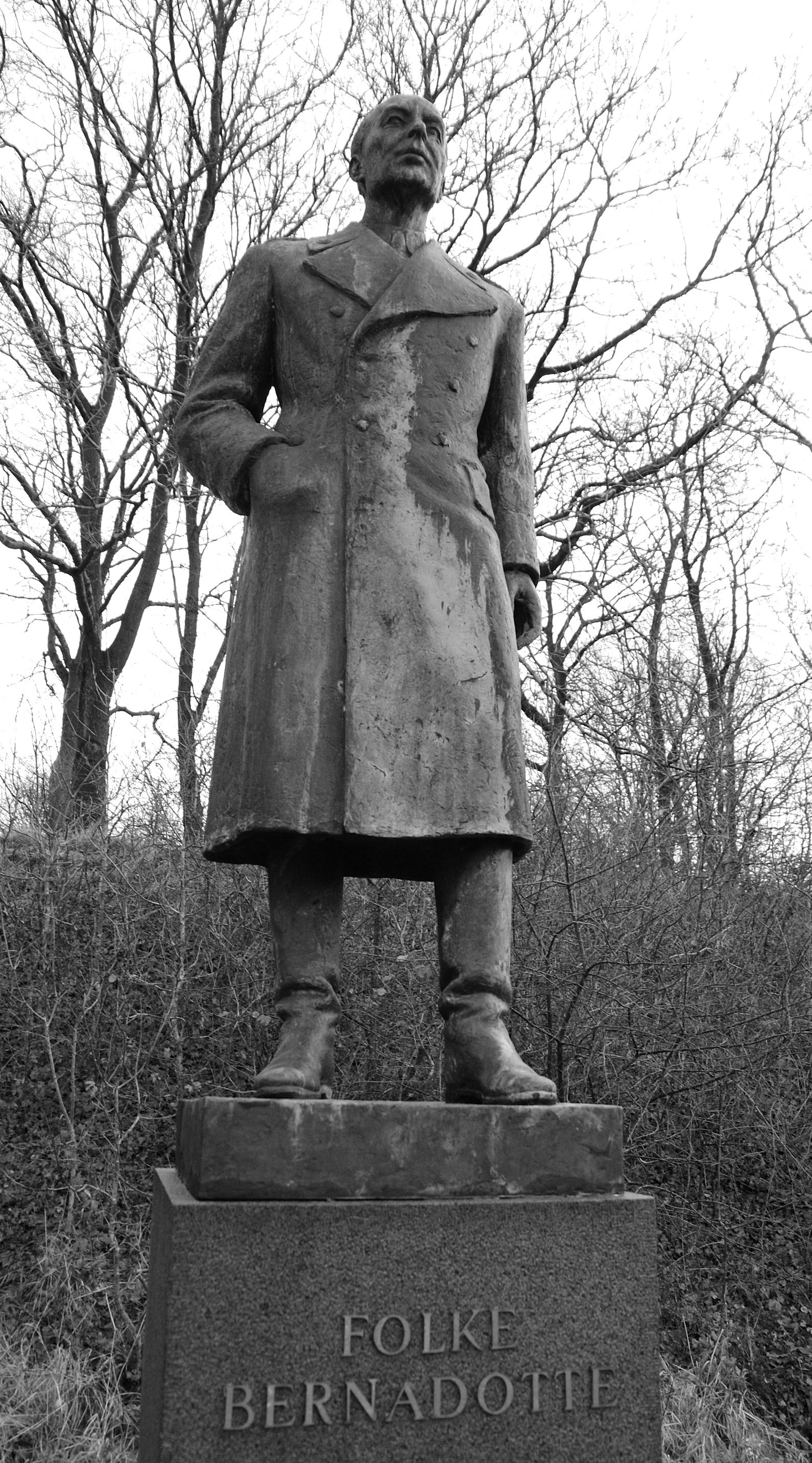
Monumentet i Kruså, Danmark.

Under andra världskrigets slutskede ledde Folke Bernadotte flera räddningsaktioner för Röda Korset. Höstarna 1943 och 1944 organiserade han krigsfångeutbyte, där 11 000 krigsfångar fick återvända till sina hemländer via Sverige. Från februari 1945 var han i Tyskland och träffade då Heinrich Himmler. Folke Bernadotte hade ursprungligen i uppdrag av regeringen att sammanföra norska och danska politiska fångar i Tyskland. Han tog hjälp av 250 personer och 75 vitmålade bussar, lastbilar och ambulanser för att transportera fångarna till ett läger där det svenska Röda Korset väntade och skulle vårda dessa personer. Lägret låg i Neuengamme utanför Hamburg. Ytterligare förhandlingar ledde till att Bernadotte fick transportera dessa till Sverige. Bernadotte lyckades även redan i februari 1945 utverka tillstånd att föra hem svenska kvinnor som vunnit tyskt medborgarskap genom att gifta sig med tyska män. Under senare förhandlingar lyckades han ytterligare utverka rätt att föra ut även andra grupper. 24 april 1945 fick han av Himmler i uppdrag att framföra ett förslag till Västmakterna om att Tyskland skulle kapitulera för dem på Västfronten och i Danmark och Norge. Via svenska utrikesdepartementet framfördes förslaget för de allierade 26 april 1945, men det kom att avvisas.
Han kom tillbaka därifrån den 1 maj 1945, dagen efter att Adolf Hitler tagit livet av sig, och Svenska Dagbladet som intervjuade Folke Bernadotte i samband med detta, skrev att de ur tyska koncentrationsläger lyckats rädda "15 000 människor, därav ungefär 8 000 danskar och norrmän samt 7 000 kvinnor av olika nationaliteter: fransyskor, polskor, holländskor, tjeckiskor, engelskor, amerikanskor och argentinskor, ja, till och med en kinesiska" (Svenska Dagbladet 2 maj 1945). Aktionen tog cirka två månader och sammanlagt räddades mer än 20 000 människor ur koncentrationsläger. Den svenska rödakorsstaben utsatte sig för livsfara; förutom arbetets politiska besvärlighet var de tvungna att bege sig till områden som bombades av de allierade.
Folke Bernadotte skrev själv om aktionen med de vita bussarna i Slutet. Mina humanitära förhandlingar i Tyskland våren 1945 och deras politiska följder, som utgavs i juni samma år. Han återger de diplomatiska samtal med bland andra Himmler som möjliggjorde räddningsarbetet, skildrar personer han kom i kontakt med och ett koncentrationsläger. Under senare år har aktionen med de vita bussarna kritiserats av Ingrid Lomfors, svensk historiker, och redan i mitten av 1900-talet av den brittiske Hugh Trevor-Roper. Kritiker hävdar bland annat att skandinaver fick företräde framför judiska fångar, att fångar dog i bussarna och att Röda korsets uppdrag är att prioritera dem som bäst behöver hjälp.[källa behövs]. Den kritiken bemöts med att Heinrich Himmler in i det sista vägrade att lämna ut några människor av judisk börd.

## Medlare i Palestina

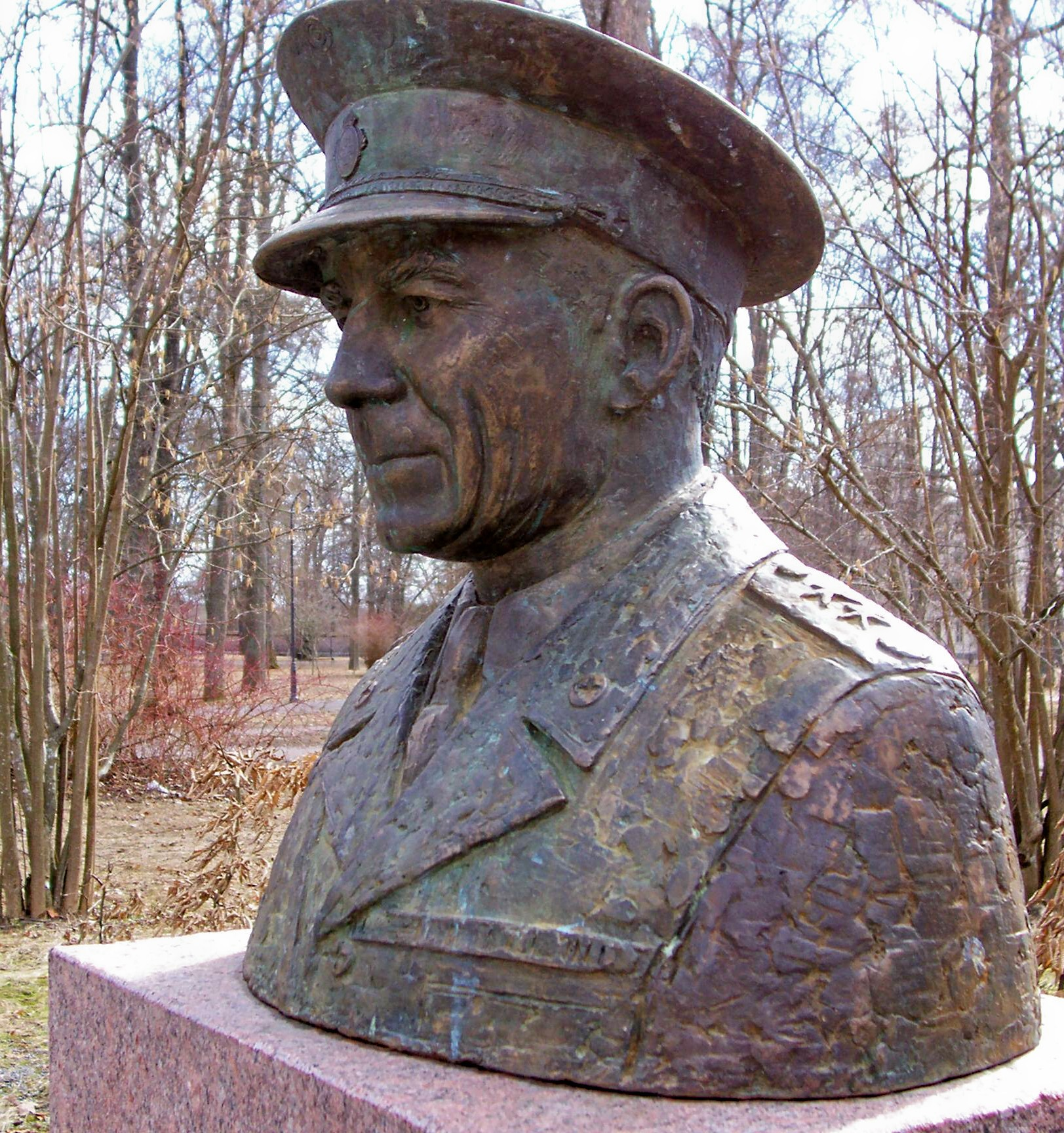
Byst av Folke Bernadotte i Engelska parken i Uppsala.

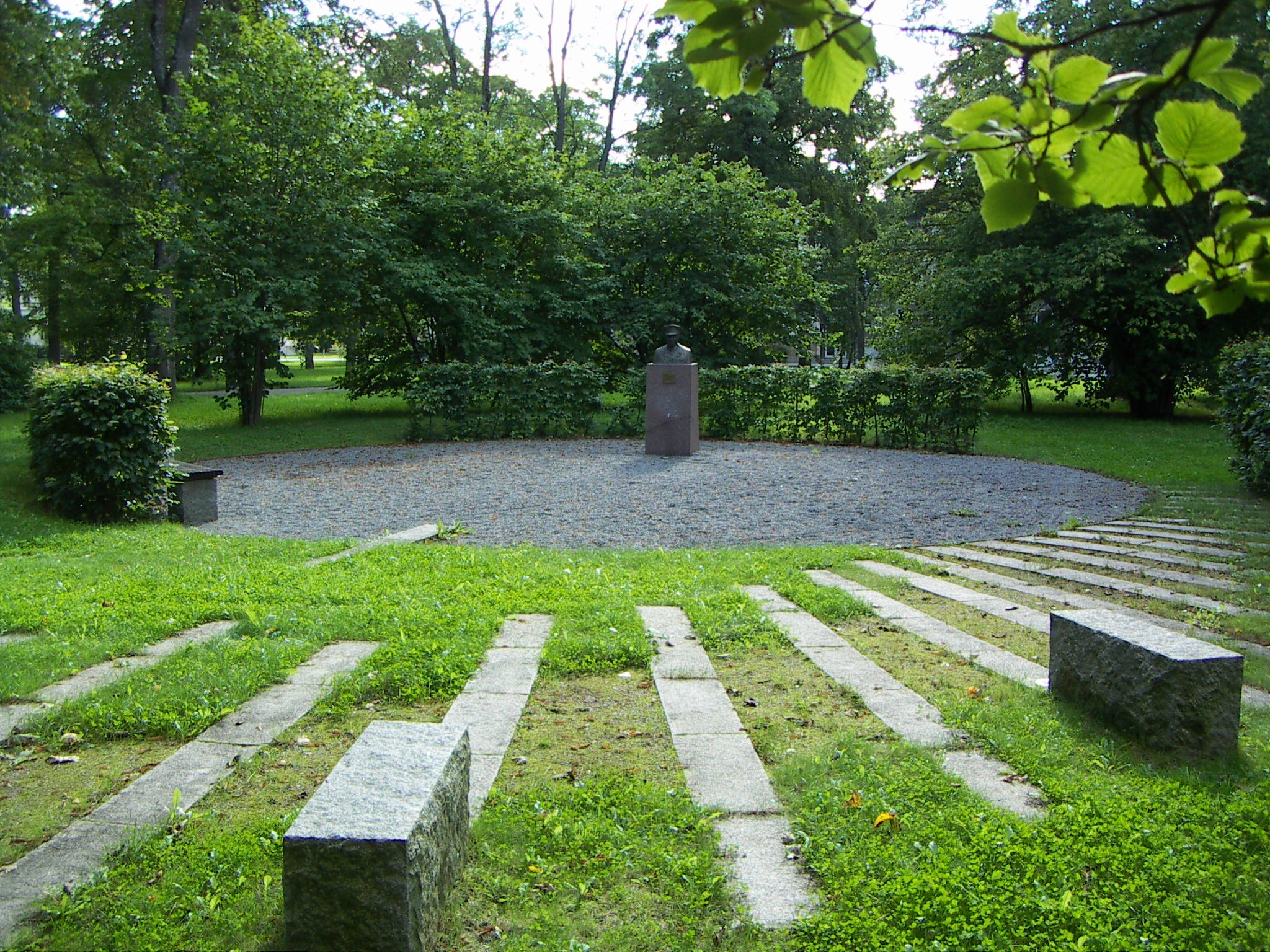
Bild av hela monumentet som bysten ovan ingår i Engelska parken i Uppsala.

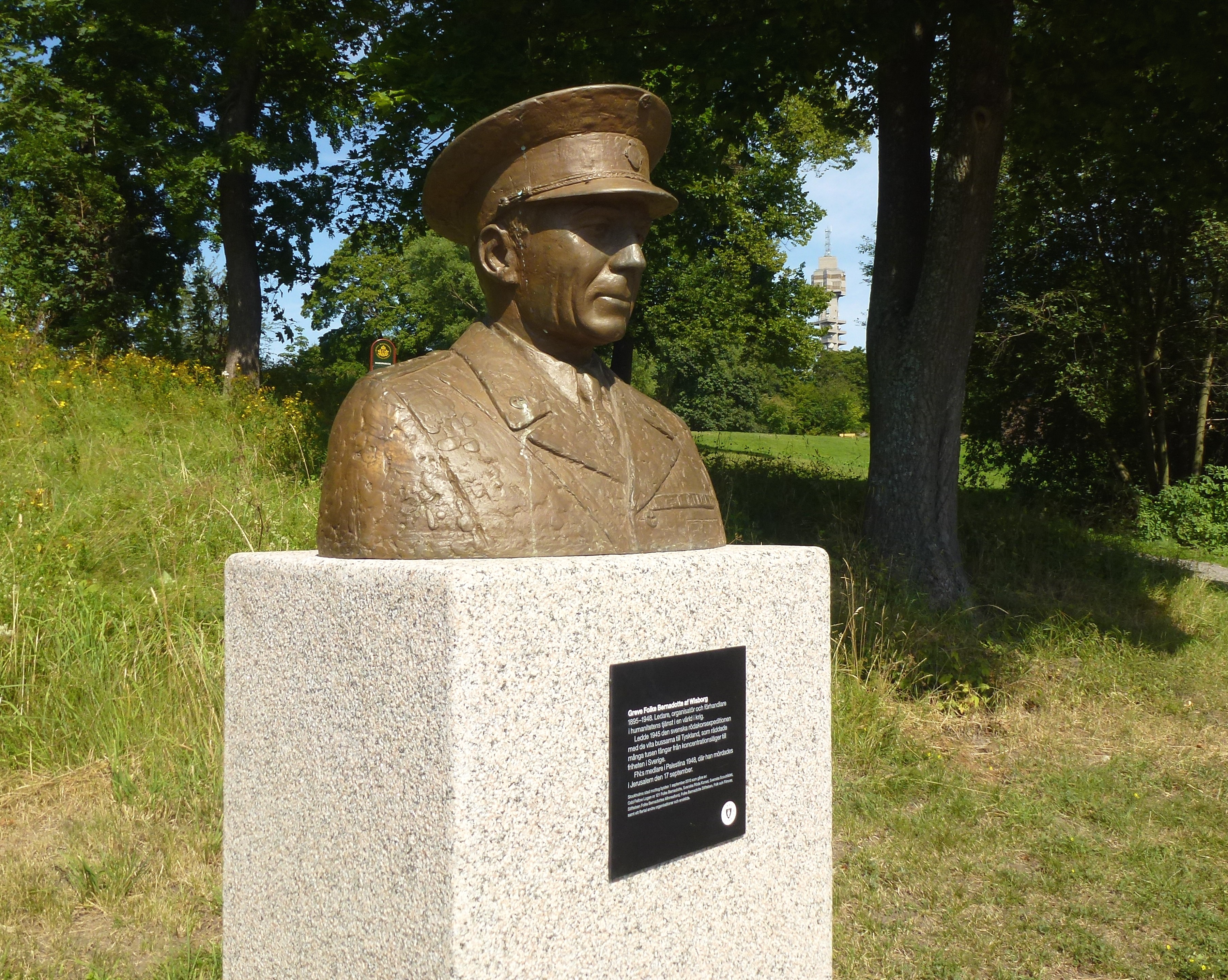
Byst av Solveyg Schafferer visande Folke Bernadotte. Finns på Djurgården i Stockholm och avtäcktes år 2010 av prins Carl Philip.

I egenskap av Rödakorsman fick Folke Bernadotte i uppdrag att medla i Brittiska Palestinamandatet av FN:s generalförsamling 21 maj 1948. Efter ett första förslag, som handlade om en union, kom Bernadotte med ett förslag om två oberoende stater. Detta senare förslag hade sju grundprinciper:
- Det måste åter bli fred i Palestina och varje möjligt steg måste tas för att säkerställa att fientligheter inte återupptas och att harmoniska relationer mellan araber och judar i slutändan återupprättas.
- En judisk stat kallad Israel finns i Palestina och det finns inga vettiga anledningar att anta att så inte kommer att vara fallet även i fortsättningen.
- Denna stats gränser måste slutgiltigt avgöras antingen genom en formell överenskommelse mellan parterna ifråga eller, om en sådan överenskommelse inte kan nås, av Förenta Nationerna.
- Det måste hållas fast vid principen om geografisk homogenitet och integration, som skall vara ledande när det gäller uppdragande av gränser, och tillämpas lika för arabiska och judiska territorier, vars gränser därför utan eftergift skall kontrolleras av vad som avses i resolutionen daterad 29 november.
- Rätten för oskyldiga, som ryckts bort från sina hem av den rådande terrorn och krigets brandskattningar, att återvända till sina hem, skall erkännas och innebörden sättas i verket, med garantier för korrekt kompensation för det ägda till dem som händelsevis väljer att inte återvända.
- Staden Jerusalem skall, på grund av sin religiösa och internationella betydelse och komplikationsgraden hos inblandade intressen, behandlas för sig själv och på speciellt sätt.
- Internationellt ansvarstagande skall tillämpas, i de fall där det är önskvärt och nödvändigt, och ges i form av internationella garantier som ett medel för att undanröja existerande farhågor, framför allt rörande gränser och mänskliga rättigheter.

Detta andra förslag innefattade bland annat följande delförslag:
- Situationen skulle stadgas genom en formell fred eller åtminstone ett vapenstillestånd.
- Gränserna mellan de arabiska och judiska territorierna skulle, i frånvaro av en överenskommelse mellan araber och judar, bestämmas av Förenta Nationerna.
- Negev skulle vara arabiskt territorium.
- Gränsen skulle gå från Faluja nordnordöst om Ramleh och Lydda (som båda skulle innefattas i arabiskt territorium).
- Galileen skulle vara judiskt territorium.
- Haifa skulle vara en fri hamn, och Lydda flygplats skulle vara fri flygplats.
- Staden Jerusalem, därmed menande det område som fastslås i generalförsamlingresolutionen daterad 29 november, skall avhandlas separat och skall placerad under kontroll verkställd av Förenta Nationerna, under maximalt möjlig autonomi för dess arabiska och judiska samhällsorganisationer, med garanterat skydd av och tillträde till de heliga platserna och fri religionsutövning.
- Förenta Nationerna skall upprätta en rådskommission för Palestina.
- Rätten för de arabiska flyktingarna att återvända till sina hem i judiskkontrollerat territorium skall fastslås av Förenta Nationerna, och deras återhemvändande, återbosättning och ekonomiska och sociala rehabilitering, och erhållande av betalning som ersättning för egendom till dem som väljer att inte återvända, skall övervakas och assisteras av Förenta Nationernas upprättade rådskommission.

Detta Bernadottes andra förslag upprättades i konsultation med brittiska och amerikanska sändebud. I vilken omfattning dessa sändebud påverkade förslaget, är inte känt, men deras och Bernadottes åsikter var till stor del överensstämmande enligt vad samtliga senare uttalat. Förslaget offentliggjordes strax före det amerikanska presidentvalet och blev besvärande för president Harry S. Truman som reagerade med en starkt pro-sionistisk deklaration. Detta, tillsammans med att ett framförhandlat vapenstillestånd inte respekterades, bidrog till att förslaget föll i FN.
Folke Bernadottes ersattes efter sin död av sin assistent, amerikanen Ralph Bunche, som så småningom lyckades förhandla fram en vapenvila.

## Död

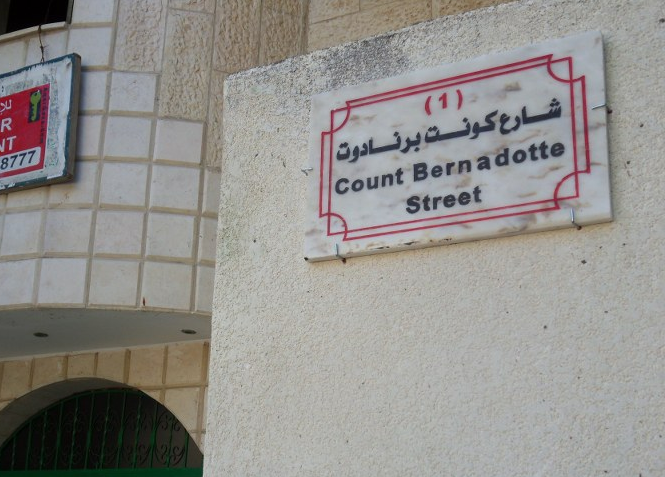
Count Bernadotte Street, gata namngiven efter Folke Bernadotte, i staden Gaza i Palestina.

Somliga israeler, den hemliga och underjordiska terrororganisationen Sternligan framför allt, liksom många arabiska palestinier samt alla arabiska länder runtom utom Transjordanien ansåg att Folke Bernadottes medlarförsök var ofördelaktigt. Han tänkte sig att det vid sidan om den judiska staten också skulle finnas en palestinsk stat, en icke ny tanke eller nytt förslag då detta fanns i FN:s planer långt innan staten Israel utropades och som då accepterades av det som tänktes bli Judiska Palestina men sades nej till av den arabiska organisationen som i så fall skulle bilda det s.k. Arabiska Palestina - och att de palestinska flyktingarna skulle få återvända. Sternligans ledning beslöt i augusti 1948 att Folke Bernadotte skulle mördas. 
Mordet planerades av Yehoshua Zetler, Sternligans operative chef i Jerusalem, och godkändes av en styrgrupp, bestående av Nathan Yellin-Mor, Sternligans ledare i Jerusalem, filosofen Israel Eldad och Yitzhak Shamir, som under tiden för mordet var en av Sternligans högsta ledare och som blev Israels premiärminister 1983–1984 och 1986–1992.

### Bernadottes sista timmar i livet
Den 17 september 1948 var Folke Bernadotte på besök i Jerusalem för att träffa Dov Joseph, stadens militärguvernör. Tidigare under dagen hade Bernadotte besökt staden Ramallah, och en av Bernadottes följebilar blev utsatt för beskjutning under vistelsen i staden, dock utan att någon människa skadades. Bernadotte fick under dagen besked om att mötet med Joseph blev uppskjutet från 16:30 till 18:30. Folke Bernadotte tillbringade resten av dagen på Palestinamandatets gamla regeringsbyggnad och på FN:s högkvarter, beläget i det anrika hotellet Jerusalem YMCA. På eftermiddagen besökte han Jerusalems lantbruksakademi där han mötte den franske FN-observatören överste André Sérot. Efter besöket styrde följet mot YMCA för att hämta en kopia av vapenstilleståndet.

### Mordet
När Folke Bernadottes trebilskonvoj, utan israelisk eskort, passerade Palmachgatan i stadsdelen Old Katamon, blockerades följet av en israelisk arméjeep som ställde sig mitt i vägen för konvojen. Då bilarna stannade, sköt Yitzhak Ben Moshe och Avraham Steinberg sönder däcken på den första av de tre bilarna. Klockan 17:30 sköts Folke Bernadotte och den franske flygöversten André Sérot till döds med en tysk 9 mm kulsprutepistol av Yehoshua Cohen. Skytten sköt in genom den bakre bilrutan. Den fjärde medlemmen i gruppen var Meshulam Markover som körde mördarnas bil.
I baksätet satt Bernadotte till höger och Sérot i mitten. Generalmajor Åge Lundström, som satt på vänster sida, överlevde dock. [Hörsägen och personlig upplevelse] Lundström frågade efter skottlossningen: "Är du sårad, Folke". Generalen uppfattade det som om Bernadotte nickade och mumlade något men sedan sjönk tillbaka och blev medvetslös. Bilens förare, överste Begley, hoppade ut och försökte övermanna terroristerna. Han träffades ytligt på kinden av en kula och skytten – som vid detta lag övergivits av sina kumpaner – lyckades fly på egen hand efter att ha tappat sitt vapens pipa och magasin på brottsplatsen. Begley körde därefter bilen till Hadassah-sjukhuset, där en läkare kunde konstatera att både Bernadotte och Sérot hade avlidit. Flera vittnen fanns till dådet, bland annat en 15-årig flicka och ett par pojkar som såg allt på nära håll, och gärningsmannens tappade magasin och pipa omhändertogs av polis.
Den ur terrororganisationen Sternligan som anses vara mördaren ryktas ha fungerat som inofficiell livvakt åt den pensionerade David Ben-Gurion. Den israeliska mordutredningen genomfördes oprofessionellt och med låg ambition, vilket senare konstaterades av den svenske riksåklagaren Maths Heuman i en särskild utredning på uppdrag av den svenska regeringen. Mordet på Bernadotte åtföljdes av en undermålig polisutredning och en lika ifrågasatt rättsprocess. Bland annat tog det mer än ett dygn innan attentatsplatsen inspekterades, och Folke Bernadottes bil hann bli reparerad innan någon undersökning av den genomfördes, något som Maths Heuman riktade stark kritik mot. Utredningen åtföljdes av en också ifrågasatt rättsprocess.
Samma dag hade Bernadotte emottagit ett dödshot, men han avfärdade det med orden "Jag låter mig inte skrämmas".  Efter mordet, natten till den 18 september, låg han och Sérot på lit de parade i YMCA-byggnaden. Dagen efter dådet fördes Bernadottes kvarlevor i en stor kortege till Haifa. Kortegen bevittnades av bland andra Bernadottes sekreterare Barbro Wessel (senare Jerring), som för Heumankommissionen berättade: "De judar som uppehöllo sig utmed färdvägen under de fyra timmar långa resan, visade ingen som helst aktning för kortegen."
Från Haifa flögs Bernadotte och Sérot i två vita kistor. Planen mellanlandade på flera platser för hedersbetygelser. I Paris väntade en rad internationella potentater. Till slut, den 21 september, flögs Bernadottes kista hem till Sverige. Scouterna hedrade sin ledare genom att tända en lång kedja av eldar på marken när planet kom till Sverige. På Bromma flygplats väntade en folkmassa på 4 000 personer, bland andra hustrun Estelle, de båda sönerna Bertil och Folke Jr. samt prinsessan Sibylla.

### Efterdyningar
Dagen efter mordet fördömde FN:s säkerhetsråd mordet på Folke Bernadotte som "en feg handling som ser ut att ha utförts av en terroristliga i Jerusalem då FN:s representant fullgjorde sin fredsbevarande insats i det Heliga Landet".
Jordfästningen ägde rum i Gustaf Vasa kyrka i Stockholm den 26 september, på Folke Bernadottes hustrus födelsedag. Bernadotte hade inför den sista resan till Palestina gjort upp med hustrun om hur begravningen skulle se ut, och han ville att det skulle bli en enkel historia med några scouter och tal enbart av prästen. Istället blev begravningen en stor internationell tilldragelse. Bernadottes katafalkvagn drogs av fyrtioåtta scouter. På kistan, som var täckt med den svenska flaggan, låg Folke Bernadottes scoutkäpp, hans rödakorsetmössa och en vit nejlika. Begravningskortegen kantades av hundratusentals sörjande. Kyrkan var full och tusentals följde begravningen utomhus med hjälp av högtalare.
Det fanns aldrig något tvivel om att Sternligan låg bakom dådet, men ingen har någonsin ställts inför rätta för mordet. Nathan Yellin-Mor och en annan Sternmedlem, Matiyahu Schmuelevich, liksom många andra Sternmedlemmar, åtalades och fälldes i rätten för medlemskap i terrororganisation i samband med att Sternligan avväpnades av de israeliska myndigheterna. Dock blev aldrig någon dömd eller anklagad för mordet på Folke Bernadotte. Matiyahu Scmuelevich och Nathan Yellin-Mor blev benådade av premiärminister David Ben-Gurion så fort de blev förklarade skyldiga, och samtidigt blev Nathan Yellin-Mor invald i Knesset. Ytterligare 266 Sternligister lär ha gripits i samband med mordet för att sedan frisläppas utan åtal. 
Ledare för Sternligan var Yitzhak Yzernitsky, som senare ledde säkerhetstjänsten Mossad och under 1970-talet blev utrikesminister och så småningom premiärminister under namnet Yitzhak Shamir. Några år efter attentatet avslöjades Yehoshua Cohens roll i det hela av Ben-Gurions levnadstecknare Michael Bar Zohar i samband med att Cohen arbetade hos Ben-Gurion på deras gemensamma kibbutz som inofficiell livvakt. Det var först 1977 som allmänheten fick tillträde till Sternligans inblandning i mordet (Yediot Aharonot, 28 februari). 
Våren 1949 protesterade Sverige med röstnedläggning när Israels medlemskap i FN avhandlades. Den svenska kritiken mot hur israelerna hanterade mordet var orsaken till att Sverige, till skillnad från andra västländer, dröjde så lång tid med att erkänna staten Israel.
I ett direktsänt TV-program i Israel 1991 berättade tre av mördarna skämtsamt om mordet, under glada skratt. Ett vittne, Hillman, berättade i programmet att han ljugit under mordutredningen. Ett avsnitt ur TV-programmet har visats i svensk TV.

### Begravningsplats och minnesmärken

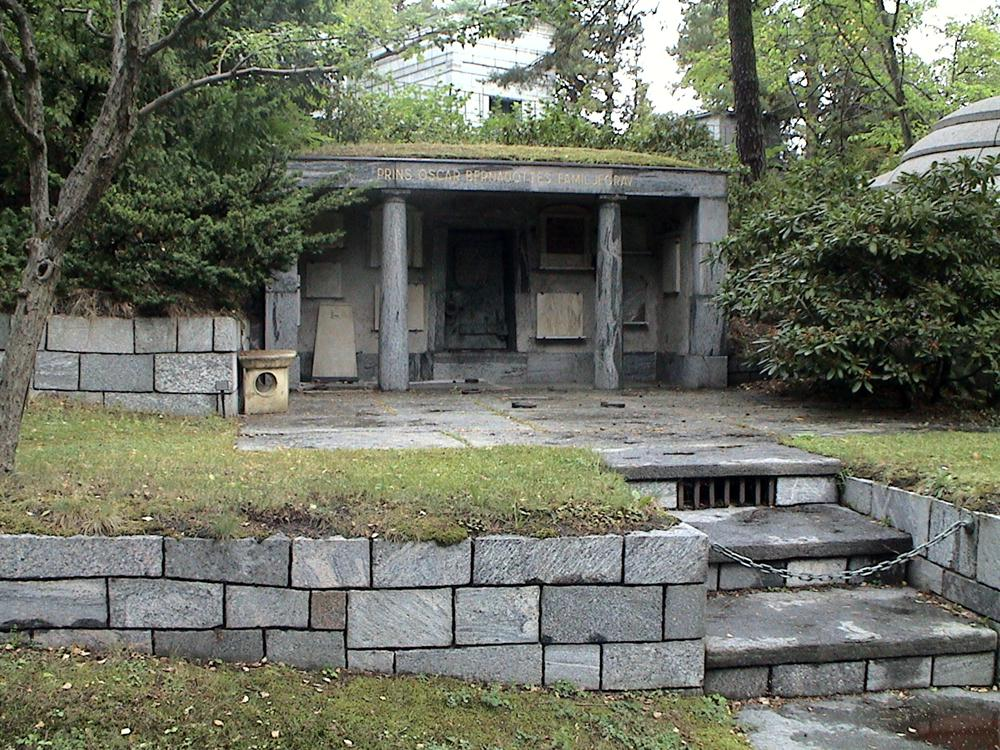
Bernadottes familjegrav i Solna där även prins Oscar Bernadottes stoft vilar.

Bernadotte ligger begravd på Norra begravningsplatsen i Stockholm.
En skog uppkallades till minne av Folke Bernadotte i Israel genom organisationen Keren Kajemet. I USA uppkallades bland annat universitetsbiblioteket på Gustavus Adolphus College efter honom, och i Rio de Janeiro-stadsdelen Leblón finns en gata kallad Conde de Bernadotte.

## Fredsansträngningar
En rapport som beskrev följande av Folke Bernadottes fredsförslag publicerades tre dagar efter hans död:
- Omvandling av det första stridsuppehållet till en permanent fred, alternativt vapenvila, och ett slutgiltigt bestämmande av gränserna mellan de judiska och arabiska staterna i Palestina.
- Negevöknen ska tillhöra den arabiska staten och Galiléen ska tillhöra den judiska staten.
- Permanent FN-mandat över Jerusalem.
- Arabstaterna, det vill säga Transjordanien övertar kontrollen över Palestinas arabiska delar.
- Försäkran att både Palestinas arabiska och judiska stat, och även övriga grannländer, har tillgång till Haifas hamn och Lyddas flygplats.
- Arabiska flyktingars rätt att återvända till sina hem.
- Upprättande av en försoningskommission som ett första steg mot upprättandet av en hållbar fred i regionen.

Israels regering avvisade samtliga förslag. Efter Bernadottes bortgång övertogs hans uppgifter av amerikanen Ralph Bunche, som förhandlade fram ett avtal om vapenvila mellan Israel och arabländerna, vilket skrevs under av konfliktens parter på den grekiska ön Rhodos 1949. Bunche mottog Nobels fredspris för sina fredsinsatser.

## Utmärkelser

### Svenska utmärkelser
- Konung Gustaf V:s jubileumsminnestecken med anledning av 70-årsdagen, 1928.[25]
- Oscar II:s och Sophias Guldbröllopsminnestecken, 1907.[26]
- Konung Oscar II:s jubileumsminnestecken, 1897.[26]
- Riddare av Svärdsorden, 1945.[27]
- Kommendör med stora korset av Nordstjärneorden, 6 juni 1945.[28]
- Kommendör av första klassen av Nordstjärneorden, 15 oktober 1936.[29]
- Kommendör av första klassen av Vasaorden, 6 juni 1940.[30]
- Prins Carl-medaljen, 27 februari 1949 (postum tilldelning, vilken överlämnades till grevinnan Estelle Bernadotte av prins Carl.[31])

### Utländska utmärkelser
- Kommendör av Legion of Merit (8 juli 1946)[32]
- Storkorset av Belgiska Kronorden, senast 1947.[33]
- Officer av Belgiska Kronorden, senast 1931.[25]
- Storkorset av Belgiska Leopold II:s orden, senast 1940.[34]
- Storkorset av Danska Dannebrogorden, senast 1947.[33]
- Kommendör av första graden av Danska Dannebrogsorden, senast 1940.[34]
- Storkorset av Estniska Röda Korsetorden, senast 1940.[34]
- Storkorset av Finlands Vita Ros’ orden, senast 1947.[33]
- Kommendör av första klassen av Finlands Vita ros' orden, senast 1940.[34]
- Storofficer av Franska Hederslegionen, senast 1947.[33]
- Riddare av Franska Hederslegionen, senast 1931.[25]
- Storkorset av Nederländska Oranien-Nassauorden, senast 1947.[33]
- Riddare med svärd av Nederländska Oranien-Nassauorden, senast 1925.[35]
- Storkorset av Norska Sankt Olavsorden, senast 1947.[33]
- Kommendör av första klassen med kraschan av Norska Sankt Olavsorden, senast 1940.[34]
- Kommendör av första klassen av Norska Sankt Olavsorden, senast 1931.[25]
- Storkorset av Polska Polonia Restituta, senast 1947.[33]
- Kommendör av första klassen av Sachsen-Ernestinska husorden, senast 1940.[34]
- Riddare med vitt kors av Spanska Militärförtjänstorden, senast 1931.[25]

## Anfäder
|                                   |  |  |  |  |  |  |  |                                              |  |  |  |  |  |  |  |                                     |  |  |  |  |  |  |  | Kung Oscar I av Sverige-Norge               |
|                                   |  |  |  |  |  |  |  |                                              |  |  |  |  |  |  |  |                                     |  |  |  |  |  |  |  |                                             |
|                                   |  |  |  |  |  |  |  |                                              |  |  |  |  |  |  |  | Kung Oscar II av Sverige-Norge      |  |  |  |  |  |  |  |                                             |
|                                   |  |  |  |  |  |  |  |                                              |  |  |  |  |  |  |  |                                     |  |  |  |  |  |  |  |                                             |
|                                   |  |  |  |  |  |  |  |                                              |  |  |  |  |  |  |  |                                     |  |  |  |  |  |  |  | Prinsessan Joséphine av Leuchtenberg        |
|                                   |  |  |  |  |  |  |  |                                              |  |  |  |  |  |  |  |                                     |  |  |  |  |  |  |  |                                             |
|                                   |  |  |  |  |  |  |  | Prins Oscar Bernadotte                       |  |  |  |  |  |  |  |                                     |  |  |  |  |  |  |  |                                             |
|                                   |  |  |  |  |  |  |  |                                              |  |  |  |  |  |  |  |                                     |  |  |  |  |  |  |  |                                             |
|                                   |  |  |  |  |  |  |  |                                              |  |  |  |  |  |  |  |                                     |  |  |  |  |  |  |  | Hertig Wilhelm I av Nassau                  |
|                                   |  |  |  |  |  |  |  |                                              |  |  |  |  |  |  |  |                                     |  |  |  |  |  |  |  |                                             |
|                                   |  |  |  |  |  |  |  |                                              |  |  |  |  |  |  |  | Prinsessan Sophie av Nassau         |  |  |  |  |  |  |  |                                             |
|                                   |  |  |  |  |  |  |  |                                              |  |  |  |  |  |  |  |                                     |  |  |  |  |  |  |  |                                             |
|                                   |  |  |  |  |  |  |  |                                              |  |  |  |  |  |  |  |                                     |  |  |  |  |  |  |  | Prinsessan Pauline av Württemberg           |
|                                   |  |  |  |  |  |  |  |                                              |  |  |  |  |  |  |  |                                     |  |  |  |  |  |  |  |                                             |
| Greve Folke Bernadotte af Wisborg |  |  |  |  |  |  |  |                                              |  |  |  |  |  |  |  |                                     |  |  |  |  |  |  |  |                                             |
|                                   |  |  |  |  |  |  |  |                                              |  |  |  |  |  |  |  |                                     |  |  |  |  |  |  |  | Överstelöjtnant Carl Johan Munck af Fulkila |
|                                   |  |  |  |  |  |  |  |                                              |  |  |  |  |  |  |  |                                     |  |  |  |  |  |  |  |                                             |
|                                   |  |  |  |  |  |  |  |                                              |  |  |  |  |  |  |  | Överste Carl Jakob Munck af Fulkila |  |  |  |  |  |  |  |                                             |
|                                   |  |  |  |  |  |  |  |                                              |  |  |  |  |  |  |  |                                     |  |  |  |  |  |  |  |                                             |
|                                   |  |  |  |  |  |  |  |                                              |  |  |  |  |  |  |  |                                     |  |  |  |  |  |  |  | Lovisa Albertina de Pont                    |
|                                   |  |  |  |  |  |  |  |                                              |  |  |  |  |  |  |  |                                     |  |  |  |  |  |  |  |                                             |
|                                   |  |  |  |  |  |  |  | Ebba Munck af Fulkila, prinsessan Bernadotte |  |  |  |  |  |  |  |                                     |  |  |  |  |  |  |  |                                             |
|                                   |  |  |  |  |  |  |  |                                              |  |  |  |  |  |  |  |                                     |  |  |  |  |  |  |  |                                             |
|                                   |  |  |  |  |  |  |  |                                              |  |  |  |  |  |  |  |                                     |  |  |  |  |  |  |  | Krigsminister, friherre Bror Cederström     |
|                                   |  |  |  |  |  |  |  |                                              |  |  |  |  |  |  |  |                                     |  |  |  |  |  |  |  |                                             |
|                                   |  |  |  |  |  |  |  |                                              |  |  |  |  |  |  |  | Friherrinnan Henriette Cederström   |  |  |  |  |  |  |  |                                             |
|                                   |  |  |  |  |  |  |  |                                              |  |  |  |  |  |  |  |                                     |  |  |  |  |  |  |  |                                             |
|                                   |  |  |  |  |  |  |  |                                              |  |  |  |  |  |  |  |                                     |  |  |  |  |  |  |  | Grevinnan Hilda Wachtmeister af Johannishus |
|                                   |  |  |  |  |  |  |  |                                              |  |  |  |  |  |  |  |                                     |  |  |  |  |  |  |  |                                             |